# Золино (Володарский район)
Золино — село в Володарском районе Нижегородской области России, входит в состав Золинского сельсовета. 

## География
Село расположено в 17 км на северо-запад от райцентра города Володарска близ автодороги М-7 «Волга».

## История
На территории современного села располагался Раменский погост. Сведения о деревянной церкви Рождества Пресвятой Богородицы и Усекновения главы святого Иоанна Предтечи в погосте имелись в писцовых книгах 1628 года. В 1831—1852 годах построен здесь был каменный храм с колокольней. Престолов в храме три: главный в честь Рождества Пресвятой Богородицы, в трапезе во имя Святого Николая Чудотворца и в память Усекновения главы святого Иоанна Предтечи. В годы Советской власти церковь была полностью разрушена.
В конце XIX — начале XX века село являлось крупным населённым пунктом в составе Мячковской волости Гороховецкого уезда Владимирской губернии. В 1859 году в селе имелась православная церковь и числилось 77 дворов, в 1905 году — 164 двора, включая лесопильные заводы Митрофанова и Пешковых.
С 1929 года село являлось центром Золинского сельсовета Гороховецкого района Ивановской Промышленной области. С 1944 года — в составе Володарского района Горьковской области.
В 2019 году в селе открыта мемориальная доска С. М. Патоличеву — активному участнику Первой мировой и гражданской войн

## Население
| 1859 | 1897 | 1905  | 1926  | 1999 | 2002 | 2010 |
| ---- | ---- | ----- | ----- | ---- | ---- | ---- |
| 712  | ↗873 | ↗1059 | ↗1155 | ↘460 | ↗497 | ↘450 |